# Ramón Castro
Ramón Castro – piłkarz urugwajski, napastnik.
Jako piłkarz klubu Montevideo Wanderers wziął udział w turnieju Copa América 1946, gdzie Urugwaj zajął czwarte miejsce. Castro zagrał w trzech meczach - z Chile, Boliwią (tylko w 2 połowie - zmienił w przerwie Bibiano Zapiraina) i Paragwajem (tylko w pierwszej połowie - w przerwie zmienił go José María Medina).
Jako piłkarz klubu Defensor Sporting wziął udział w turnieju Copa América 1949, gdzie Urugwaj zajął szóste miejsce. Castro zagrał we wszystkich siedmiu meczach - z Ekwadorem (zdobył 2 bramki), Boliwią, Paragwajem, Kolumbią (zmienił go Juan Ayala), Brazylią (zdobył bramkę), Peru (zdobył bramkę) i Chile. Jako zdobywca 4 goli był podczas tego turnieju najskuteczniejszym strzelcem reprezentacji Urugwaju.
Od 5 stycznia 1946 roku do 8 maja 1949 roku Castro rozegrał w reprezentacji Urugwaju 11 meczów i zdobył 5 bramek.